# Neorthacris longicercata
Neorthacris longicercata är en insektsart som beskrevs av Singh, A. och D.K.M. Kevan 1965. Neorthacris longicercata ingår i släktet Neorthacris och familjen Pyrgomorphidae. Inga underarter finns listade i Catalogue of Life.